# Acmaeodera knowltoni
Acmaeodera knowltoni är en skalbaggsart som beskrevs av Barr 1969. Acmaeodera knowltoni ingår i släktet Acmaeodera och familjen praktbaggar. Inga underarter finns listade i Catalogue of Life.